# 4393 Дейв
4393 Дейв (4393 Dawe) — астероїд головного поясу, відкритий 7 листопада 1978 року.
Тіссеранів параметр щодо Юпітера — 3,177.